# Stephan Hermlin
Pour les articles homonymes, voir Hermlin.
 (mars 2025).
La mise en forme du texte ne suit pas les recommandations de Wikipédia : il faut le « wikifier ».
Les points d'amélioration suivants sont les cas les plus fréquents. Le détail des points à revoir est peut-être précisé sur la page de discussion.
- Les titres sont pré-formatés par le logiciel. Ils ne sont ni en capitales, ni en gras.
- Le texte ne doit pas être écrit en capitales (les noms de famille non plus), ni en gras, ni en italique, ni en « petit »…
- Le gras n'est utilisé que pour surligner le titre de l'article dans l'introduction, une seule fois.
- L'italique est rarement utilisé : mots en langue étrangère, titres d'œuvres, noms de bateaux, etc.
- Les citations ne sont pas en italique mais en corps de texte normal. Elles sont entourées par des guillemets français : « et ».
- Les listes à puces sont à éviter, des paragraphes rédigés étant largement préférés. Les tableaux sont à réserver à la présentation de données structurées (résultats, etc.).
- Les appels de note de bas de page (petits chiffres en exposant, introduits par l'outil «  Source ») sont à placer entre la fin de phrase et le point final[comme ça].
- Les liens internes (vers d'autres articles de Wikipédia) sont à choisir avec parcimonie. Créez des liens vers des articles approfondissant le sujet. Les termes génériques sans rapport avec le sujet sont à éviter, ainsi que les répétitions de liens vers un même terme.
- Les liens externes sont à placer uniquement dans une section « Liens externes », à la fin de l'article. Ces liens sont à choisir avec parcimonie suivant les règles définies. Si un lien sert de source à l'article, son insertion dans le texte est à faire par les notes de bas de page.
- La présentation des références doit suivre les conventions bibliographiques. Il est recommandé d'utiliser les modèles {{Ouvrage}}, {{Chapitre}}, {{Article}}, {{Lien web}} et/ou {{Bibliographie}}. Le mode d'édition visuel peut mettre en forme automatiquement les références.
- Insérer une infobox (cadre d'informations à droite) n'est pas obligatoire pour parachever la mise en page.

Pour une aide détaillée, merci de consulter Aide:Wikification.
Si vous pensez que ces points ont été résolus, vous pouvez retirer ce bandeau et améliorer la mise en forme d'un autre article.
 (mars 2025).
Si vous disposez d'ouvrages ou d'articles de référence ou si vous connaissez des sites web de qualité traitant du thème abordé ici, merci de compléter l'article en donnant les références utiles à sa vérifiabilité et en les liant à la section « Notes et références ».
Stephan Hermlin (né le 13 avril 1915 à Chemnitz sous le nom de Rudolf Le(i)der et mort le 6 avril 1997 à Berlin) était un écrivain et traducteur allemand de textes français. Hermlin s'est distingué par ses nouvelles, ses essais et sa poésie et était l'un des écrivains les plus célèbres de la RDA.

## Vie

### Famille et Jeunesse

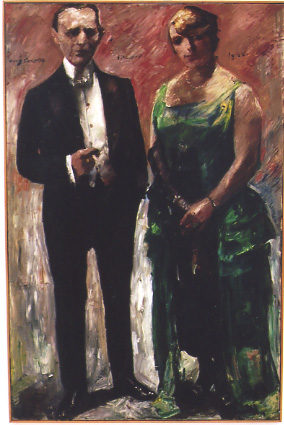
David et Lola Leder, aprents de Stephan Hermlin, peints par Lovis Corinth, 1922, Musée Insel Hombroich, Neuss

Stephan Hermlin est issu d'une famille juive qui a déménagé de Iași, en Roumanie, à Chemnitz en 1889. Son père David (1888–1947) s'y enrichit en tant que marchand de textiles. En 1914, David Leder épouse Lea Laura, dite Lola, Bernstein (1892–1977), originaire de Tarnov ′. Stephan Hermlin est né sous le nom de Rudolf Leder en 1915. Il eut ensuite des frères et sœurs, Alfred (1917-1943) et Ruth (1918-1999). De 1920 à 1925, puis à partir de 1930, la famille vécut à Berlin, où se trouvait également leur ami proche Erich Goeritz. Au cours de ces années, David Leder, comme son frère Max (1894–1926) et son cousin Karl Leder (1888–1944), a rassemblé une vaste collection d'art contemporain, comprenant des œuvres de Max Liebermann, Otto Th. W. Stein, Paul Cézanne et Edvard Munch.
En 1931, Stephan Hermlin rejoint la jeunesse communiste. En 1933, il apprend le métier d'imprimeur. La famille Leder a subi une discrimination antisémite croissante. Lola Leder a envoyé ses enfants Alfred et Ruth en Palestine en 1934. En 1938, le père de Hermlin fut emprisonné pendant six semaines dans le camp de concentration de Sachsenhausen. Sa mère a racheté sa liberté et le couple est parti en exil à Londres.

### Exil
Stephan Hermlin a épousé la berlinoise Juliette Brandner (1913-1941) en janvier 1936 ; ensemble, le couple a suivi les frères et sœurs de Hermlin en Palestine′. Ils se rendirent en France et en Angleterre en 1937, où les permis de séjour leur furent refusés, et s'installèrent finalement à Paris en octobre 1937. En mai 1938, leur fille Andrée-Thérèse (1938–2020) naît.
Fin mai 1940, Hermlin fut interné avec ses camarades Michael Tschesno-Hell et Peter Gingold au camp d'internement de la Braconne, après leur internement précédent au Stade Buffalo près de Paris  – pour Hermlin, ce fut le début d'un engagement de plusieurs années dans les Compagnies de travailleurs étrangers (CTE). Après le décès de sa femme, sa fille a été placée dans un foyer pour enfants géré par l'Œuvre de secours aux enfants. En avril 1943, Hermlin s'enfuit avec sa fille en Suisse, où il fut interné comme apatride dans un camp de travail pour émigrants. En 1944, il fut envoyé au camp d'entraînement de Wallisellen, selon ses propres déclarations, à l'instigation du Parti communiste, où il publia le magazine et la série Über die Grenzen avec Hans Mayer et Michael Tschesno-Hell. En 1945, le premier recueil de poésie de Hermlin, Zwölf Balladen von den Grossen Städten, fut publié par la maison d'édition Morgarten de Zurich.
À l'automne 1945, Hermlin revient en Allemagne et travaille d'abord comme rédacteur radio à Francfort-sur-le-Main. C'est là qu'il épousa la dramaturge Lily Leder (1920-2006) et en 1946, naît leur fille Cornelia Schmaus. 

### Premières années à Berlin-Est

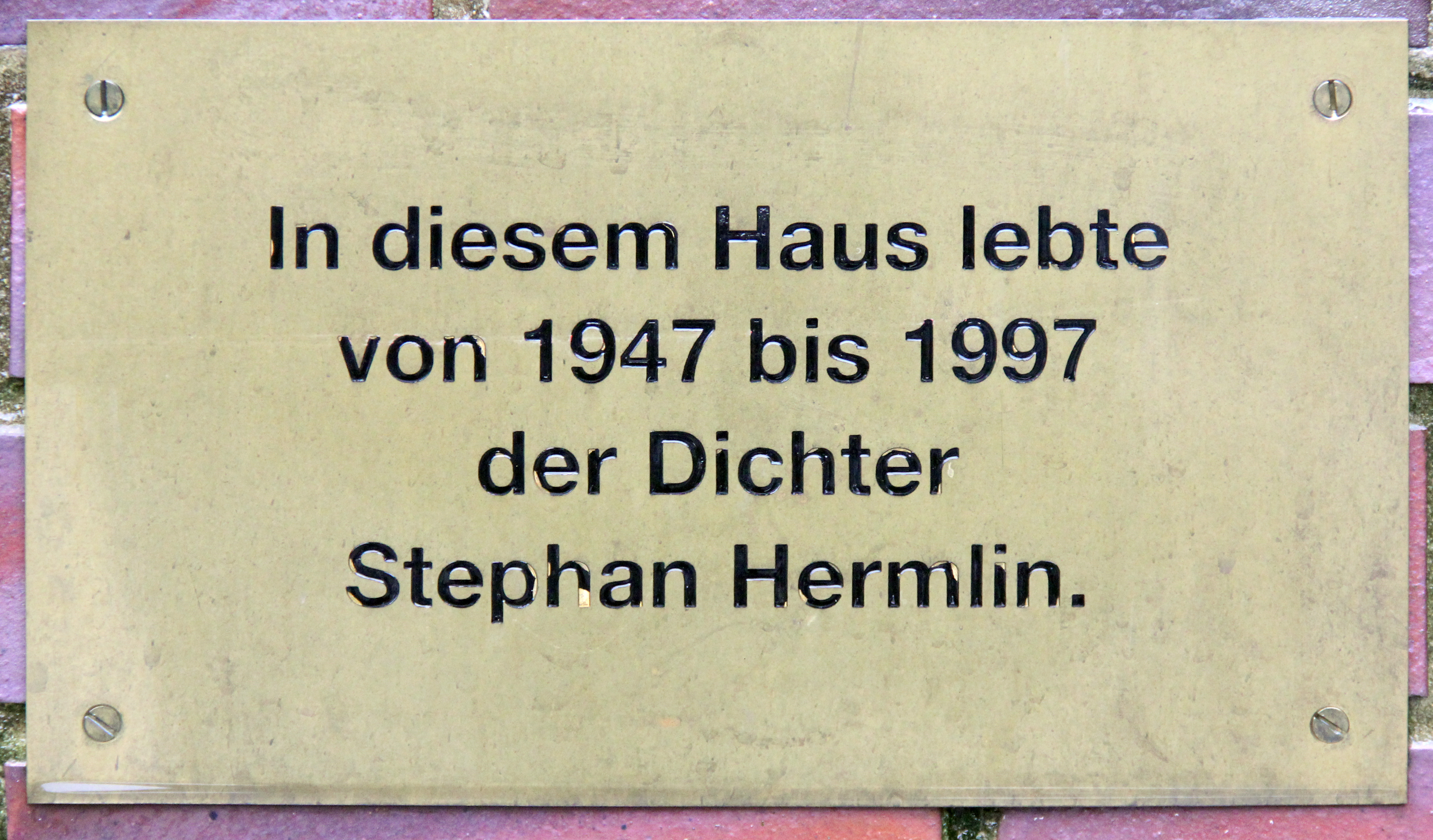
Plaque commémorative sur son ancienne résidence au 39 rue Hermann Hesse, à Berlin-Niederschönhausen

Stephan Hermlin s'est installé à Berlin-Est en 1947. Il y a travaillé dans les rédactions du Täglichen Rundschau (quotidien de l'administration militaire soviétique ), d'Ulenspiegel, d'Aufbau et du Sinn und Form . Stephan Hermlin a travaillé dans d'importants comités de la zone d'occupation soviétique et est rapidement devenu l'un des écrivains les plus influents de la RDA nouvellement fondée après 1949.
En tant qu'ami proche d'Erich Honecker, Stephan Hermlin se considérait à l'époque comme un acteur essentiel de la politique culturelle socialiste, mais était également actif comme médiateur entre la littérature et la politique.

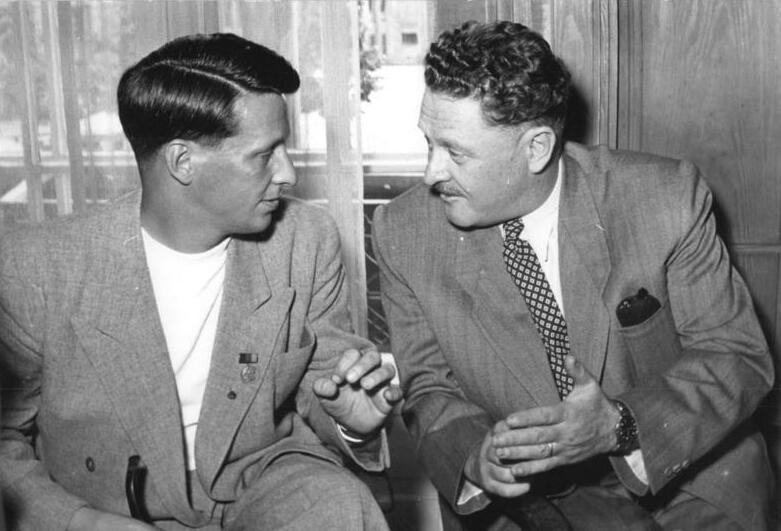
Stephan Hermlin (à gauche) avec Nâzım Hikmet, 1952

En août 1961, Stephan Hermlin justifiait la construction du mur de Berlin dans une lettre ouverte adressée à Wolfdietrich Schnurre et Günter Grass.

### La soirée poésie de 1962
Le 11 décembre 1962, Stephan Hermlin fut l'un des initiateurs d'une soirée de lecture de jeunes poètes (dont Wolf Biermann, Volker Braun, Bernd Jentzsch, Sarah Kirsch, Karl Mickel ) à l'Académie des Arts de la RDA, qui déclencha le mouvement des jeunes poète de Saxe des années 1960. Il fut par la suite démis de ses fonctions de secrétaire de la classe de poésie et de langue de l'Académie. Plus tard, lors d’une réunion du Politburo avec des auteurs et des artistes, il a déclaré que cette décision était bonne et qu’il n’était « pas l’homme qu’il fallait au bon endroit ». Il était accusé d’avoir mal mené une discussion en deuxième partie de soirée et de ne pas avoir vu la charge politique contestataire de certains poèmes.

### Engagement
En 1976, il fut l'un des initiateurs de la protestation d'écrivains contre l' expulsion de Wolf Biermann′. Pour cela, fut critiqué par le parti et fut dès lors surveillé encore plus étroitement par la Stasi. Il ne fut cependant pas expulsé du SED et continua à s'exprimer en tant que communiste convaincu.
Lors du Huitième congrès des écrivains de RDA en 1978, Hermlin a affirmé : “un écrivain bourgeois tardif et un communiste, et je suis les deux, que les gens le veuillent ou non” ».
En décembre 1981, Stephan Hermlin organisa la très écoutée Rencontre de Berlin pour la promotion de la paix, avec de nombreux écrivains d'Allemagne de l'Est et de l'Ouest contre la confrontation Est-Ouest.
Stephan Hermlin était membre de l'Association des écrivains de la RDA, de l'Académie des Arts de la RDA et, depuis 1976, également de l'Académie des Arts de Berlin-Ouest. Dans la revue littéraire Sinn und Form, publiée par l'Académie, dont il était également membre du comité de rédaction, de nombreux articles de Hermlin parurent entre 1949 et 1995.

## Controverse surLa Lumière du soir
En 1996, l'éditeur littéraire Karl Corino a affirmé dans un article du Zeit (puisdans un livre) que Hermlin avait déclaré à tort : que son père était mort dans un camp de concentration, qu'il avait lui-même combattu pendant la guerre civile espagnole et qu'il avait été un membre actif de la Résistance française. Corino s’est essentiellement appuyé sur le recueil de textes Abendlicht . On accusait Hermlin de ne pas avoir contredit les philologues et critiques qui voyaient dans ses texte de véritables souces sur sa vie. Il a finalement reconnu que le texte n'était pas une autobiographie.
Après la discussion animée autour du récit de Christa Wolf Was bleibt en 1990 et le débat sur la littérature de la Stasi en 1991, la controverse autour d'Hermlin en 1996 a lancé le troisième grand débat littéraire concernant la RDA après la réunification allemande.

## Famille
Les filles de Stephan Hermlin sont Andrée-Thérèse Leusink (1938–2020, née Brandler de son mariage avec Juliette Leder), l'actrice Cornelia Schmaus (de son mariage avec Lily Leder-Schmaus) et Bettina Leder (née en 1954, de son mariage avec Gudrun Leder, née Hindemith). Son fils issu de son mariage en 1963 avec Irina Belokonewa-Hermlin, Andrej Hermlin, est musicien. L'activiste et auteure Stella Leder (née en 1982) est la fille de Bettina Leder, donc sa petite-fille. Dans son livre Meine Mutter, der Mann im Garten und die Rechten, elle décrit l'histoire de la famille, en particulier la relation entre Stephan Hermlin et sa troisième épouse Gudrun, qui, en tant qu'espionne de la Stasi, l'avait dénoncé, lui et leur fille′. L'écrivaine et journaliste allemande Mirna Funk est la petite-fille de sa première fille Andrée-Thérèse Leder et donc l'arrière-petite-fille de Stephan Hermlin.

## Prix
- 1948 : Prix Heinrich Heine de l'Association de protection des auteurs allemands
- 1950 : Prix national de la RDA
- 1954 : Prix Theodor Fontane d'art et de littérature
- 1954 : Prix national (pour la collaboration à un film documentaire sur Ludwig van Beethoven )
- 1958 : Prix F.-C. Weiskopf
- 1972 : Prix Heinrich Heine du ministère de la Culture de la RDA
- 1980 : Ordre du Mérite Patriotique, Or